# Giovita Lazzarini
Giovita Lazzarini (Forlì, 4 dicembre 1813 – Nizza, 31 agosto 1849) è stato un patriota e politico italiano.
È stato un avvocato forlivese, prima deputato all'Assemblea costituente e poi ministro di grazia e giustizia durante il periodo della Repubblica Romana del 1849.
Caduta la Repubblica Romana per l'intervento di Napoleone III, dovette fuggire all'estero: fu a Costantinopoli, a Marsiglia, a Nizza. In quest'ultima città morì, stroncato dal colera. Il suo corpo non venne mai ritrovato e non poté quindi essere riconsegnato alla moglie Annetta e ai suoi tre figli .
Nel 1899, fu pubblicato il suo Diario epistolare. Nello stesso anno, nel palazzo comunale di Forlì, sullo scalone, è stata apposta una lapide in sua memoria. Un'altra lapide fu posta dal municipio sulla sua casa natale.